# Ivan (orkaan)
| Top 10 krachtigste orkanen in het Atlantisch bassin gemeten naar luchtdruk. | Top 10 krachtigste orkanen in het Atlantisch bassin gemeten naar luchtdruk. | Top 10 krachtigste orkanen in het Atlantisch bassin gemeten naar luchtdruk. | Top 10 krachtigste orkanen in het Atlantisch bassin gemeten naar luchtdruk. |
| Rang                                                                        | Orkaan                                                                      | Seizoen                                                                     | Minimale druk in mbar (hPa)                                                 |
| --------------------------------------------------------------------------- | --------------------------------------------------------------------------- | --------------------------------------------------------------------------- | --------------------------------------------------------------------------- |
| 1                                                                           | Wilma                                                                       | 2005                                                                        | 882                                                                         |
| 2                                                                           | Gilbert                                                                     | 1988                                                                        | 888                                                                         |
| 3                                                                           | "Labour Day"                                                                | 1935                                                                        | 892                                                                         |
| 4                                                                           | Rita                                                                        | 2005                                                                        | 895                                                                         |
| 5                                                                           | Allen                                                                       | 1980                                                                        | 899                                                                         |
| 6                                                                           | Katrina                                                                     | 2005                                                                        | 902                                                                         |
| 7                                                                           | Camille                                                                     | 1969                                                                        | 905                                                                         |
| 7                                                                           | Mitch                                                                       | 1998                                                                        | 905                                                                         |
| 9                                                                           | Dean                                                                        | 2007                                                                        | 906                                                                         |
| 10                                                                          | Maria                                                                       | 2017                                                                        | 908                                                                         |
| Bron: Amerikaans departement van Handel                                     |                                                                             |                                                                             |                                                                             |

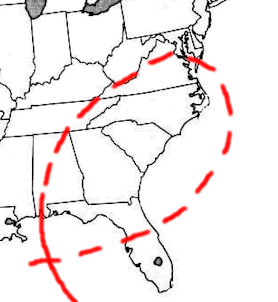
Het pad van Orkaan Ivan

Orkaan Ivan was de vierde orkaan van het Atlantische orkaanseizoen 2004. Ivan was een orkaan van het zogenaamde Kaapverdische type. De orkaan bereikte tot drie keer toe de  vijfde categorie, met winden tot 257 kilometer per uur.
In het gebied rond de stad New Orleans in de Amerikaanse staat Louisiana gingen in totaal 1,2 miljoen op de vlucht voor de naderende stormwind. Op 17 september bereikte de orkaan de Amerikaanse kust.
De orkaan heeft 68 levens geëist in het Caraïbisch gebied en 46 in de Verenigde Staten. De aangerichte schade staat op 26,1 miljard dollar.